# 名城大学硬式野球部
名城大学硬式野球部（めいじょうだいがくこうしきやきゅうぶ）は、愛知大学野球連盟に所属する大学野球チーム。名城大学の学生によって構成されている。

## 歴史
1949年、愛知大学、愛知学芸大学（現 愛知教育大学）、名古屋大学、名古屋工業大学、名古屋市立大学、南山大学、名城大学が参加する愛知七大学野球連盟（現 愛知大学野球連盟）が発足。
1953年春、愛知六大学野球連盟（同上）リーグ戦で初優勝し全日本大学野球選手権大会（第2回大会）に初出場。
1970年、盛田嘉哉がドラフト指名選手第1号となる（第6回ドラフト会議中日7位指名）。
1972年、2年森部繁幸投手が第1回日米大学野球選手権大会日本代表メンバーに入る。
1975年秋、リーグ戦優勝から続く中部地区代表決定戦を勝ち抜き、明治神宮野球大会（第6回大会）に初出場。同大会1回戦で4年森口益光投手擁する近畿大学を7-4で下したものの、2回戦で江川卓や中林千年両2年生投手らを擁する法政大学に1-3で敗れた。
1979年秋、4年藤原保行投手を擁しリーグ戦優勝。続く中部地区代表決定戦を勝ち抜き、第10回明治神宮大会1回戦で4年片岡大蔵投手擁する国士舘大学を3-1、準決勝で先発4年木下智裕投手に3年生原辰徳擁する東海大学を11-8で下し進出した決勝で、3年松本吉啓と2年森岡真一両投手擁する明治大学に0-6で敗れるも準優勝を果たす。
1995年春、8回目のリーグ優勝。続く第44回全日本大学選手権初戦2回戦で2年前田浩継投手らの九州共立大学に4-9で敗退。以降、リーグ戦は愛知学院大学の一強状態となる。
2006年春、4年清水昭信と3年山内壮馬両投手を擁して95年春以来11年ぶりのリーグ戦優勝を遂げる。続く第55回全日本大学選手権準々決勝で準優勝した4年高市俊投手らの青山学院大学に0-7（8回コールド）で敗れるもベスト8進出を果たす。
2016年秋、第47回明治神宮大会出場。翌2017年秋、第48回明治神宮大会と連続出場。
2021年春、第70回全日本大学選手権ベスト8。
2022年、春秋リーグ戦を連覇。同年春、6回目の選手権出場となる第71回全日本大学選手権において連続ベスト8に進出。同年秋、第53回明治神宮大会準決勝で優勝した3年村田賢一投手らの明治大学に1-5で敗れるもベスト4に進出。
2023年秋、14回目のリーグ戦優勝を遂げるも続く東海・北陸・愛知三連盟王座決定戦（中部地区代表決定戦）決勝で中部学院大学に4-6で敗れ、第54回明治神宮大会に出場ならず。
2024年秋、15回目のリーグ戦優勝を遂げるも続く東海・北陸・愛知三連盟王座決定戦（中部地区代表決定戦）決勝で中部大学に5-3で勝ち、第55回明治神宮大会に出場する。

## 練習場
- 名城大学日進総合グラウンド

## 記録
- リーグ優勝15回（2024年秋季リーグ終了時点）
- 明治神宮野球大会 出場9回、最高位準優勝（1979年）、他にベスト4（2022年）
- 全日本大学野球選手権大会 出場6回、最高位ベスト8（2006年、2021年、2022年）

## 主な出身者
- 盛田嘉哉 - 元プロ野球選手（中日ドラゴンズ）外野手
- 藤原保行 - 元プロ野球選手（近鉄バファローズ）投手
- 永田能隆 - 元プロ野球選手（オリックス・ブルーウェーブ、中日ドラゴンズ）投手
- 英智 - 元プロ野球選手（中日ドラゴンズ）外野手。中日コーチ
- 鎌田圭司 - 元プロ野球選手（中日ドラゴンズ）内野手
- 清水昭信 - 元プロ野球選手（中日ドラゴンズ）投手
- 山内敬太 - 元プロ野球選手（広島東洋カープ）外野手
- 山内壮馬 - 元プロ野球選手（中日ドラゴンズ、東北楽天ゴールデンイーグルス）投手　現野球部ヘッドコーチ
- 森越祐人 - 元プロ野球選手（中日ドラゴンズ、阪神タイガース、埼玉西武ライオンズ）内野手　中日２軍コーチ
- 角屋龍太 - 元プロ野球選手（オリックス・バファローズ）投手
- 近藤弘基 - 元プロ野球選手（中日ドラゴンズ）外野手
- 栗林良吏 - プロ野球選手（広島東洋カープ）投手
- 松本凌人 - プロ野球選手（横浜DeNAベイスターズ）投手
- 岩井俊介 - プロ野球選手（福岡ソフトバンクホークス）投手